# Norsko na Letních olympijských hrách 1936
Norsko na Letních olympijských hrách 1936 v německém Berlíně reprezentovalo 70 sportovců, z toho 68 mužů a 2 ženy. Nejmladším účastníkem byl Tullik Helsing (17 let, 245 dní), nejstarším pak Magnus Konow (48 let, 338 dní). Reprezentanti vybojovali 6 medailí z toho 1 zlatou, 3 stříbrné a 2 bronzové.

## Medailisté
| Medaile | Jméno | Sport             | Disciplína              |
| ------- | --- | ----------------- | ----------------------- |
| Zlato   | Willy Røgeberg | Sportovní střelba | Small-bore Rifle - muži |
| Stříbro | Henry Tiller | Box               | Middleweight - muži     |
| Stříbro | Karsten Konow Fredrik Meyer Vaadjuv Nyqvist Alf Tveten | Jachting          | 6 Meter Class - muži    |
| Stříbro | John Ditlev Simonsen Olaf Ditlev Simonsen Magnus Konow Lauritz Schmidt Hans Struksnæs Jacob Tullin Thams Nordahl Wallem                                                                                 | Jachting          | 8 Meter Class - muži    |
| Bronz   | Erling Nilsen | Box               | těžká váha - muži       |
| Bronz   | Arne Brustad Nils Eriksen Odd Frantzen Sverre Hansen Rolf Holmberg Øivind Holmsen Fredrik Horn Magnar Isaksen Henry Johansen Jørgen Juve Reidar Kvammen Alf Martinsen Magdalon Monsen Frithjof Ulleberg | Fotbal            | družstvo mužů           |